# Архангельское (Череповецкий район)
Архангельское (Архангельское на Саре) — село в Череповецком районе Вологодской области.
Входит в состав Югского сельского поселения. С 1 января 2006 года по 8 апреля 2009 года входило в Шалимовское сельское поселение, с точки зрения административно-территориального деления — в Мусорский сельсовет.
Село расположено на реке Сарке. Расстояние до районного центра Череповца по автодороге — 75 км, до центра муниципального образования Нового Домозерова по прямой — 35 км. Ближайшие населённые пункты — Тимово, Поварово, Поповское, Новая.
По переписи 2002 года население — 28 человек (12 мужчин, 16 женщин). Преобладающая национальность — русские (96 %).